# Nicetas (bướm đêm)
Nicetas  là một chi bướm đêm thuộc họ Erebidae.